# Glacier de Zinal
Le glacier de Zinal est un glacier situé entre 2 130 et 3 470 mètres d'altitude dans le canton du Valais en Suisse, d'une longueur de 7 km et d'une surface de 13,46 km2. Le glacier, situé au pied de la dent Blanche et du Grand Cornier, s'étend jusqu'au col Durand et donne naissance à la rivière Navizence au fond du vallon de Zinal, en amont du val d'Anniviers.
Ce glacier naît des glaciers des Bouquetins, du Grand Cornier et de Durand.

## Géographie

### Localisation

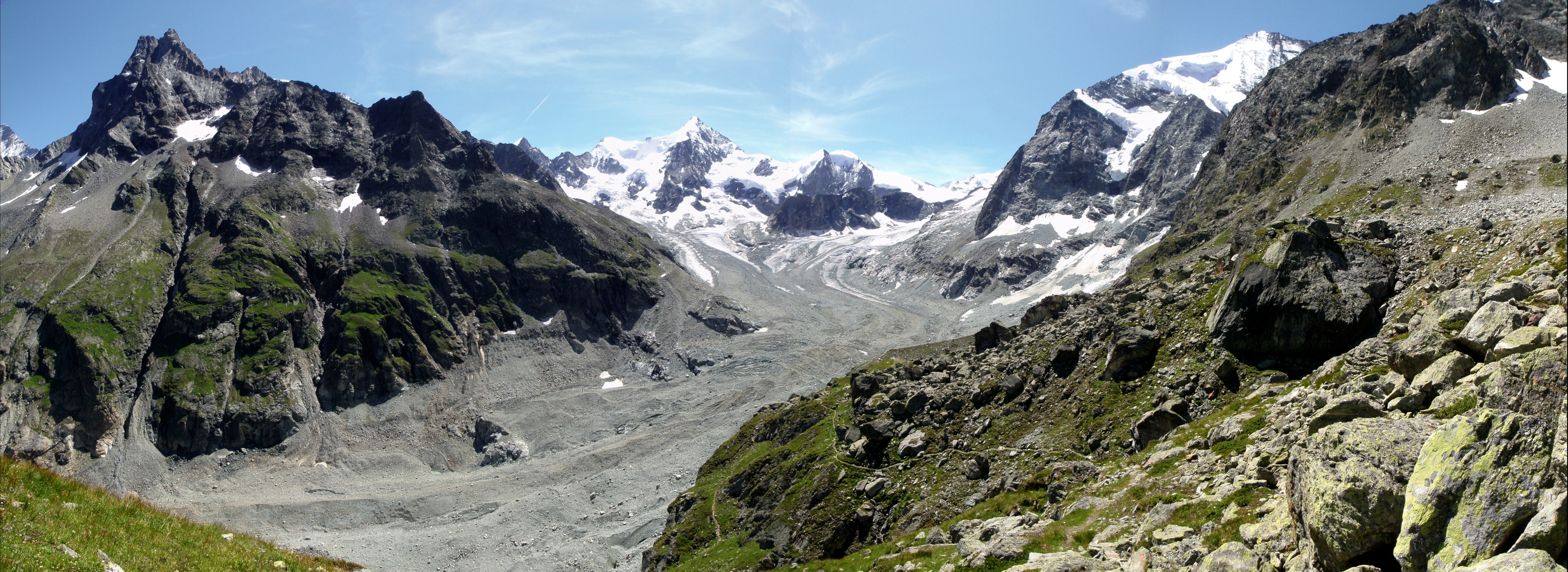
Panorama du glacier de Zinal avec le Besso, le Trifthorn, l'Obergabelhorn, le mont Durand et le Grand Cornier.

Le glacier de Zinal se situe au fond de la partie supérieure du vallon de Zinal, dans le val d'Anniviers. Il se trouve sur le territoire du district de Sierre, dans le canton du Valais. Il est accessible à pied depuis le village de Zinal.

### Caractéristiques physiques
En 2016, la surface totale du glacier de Zinal est de 13,46 km2. 19,4 % de cette surface sont recouverts de débris. Selon des mesures effectuées au radar à pénétration de sol entre 2007 et 2017, l'épaisseur moyenne du glacier est de 58 m et son épaisseur maximale est de 208 m. Sa longueur de profil est de 17,5 km. De par son volume de 0,78 km3, il est le 15e plus gros glacier de Suisse. En 2019, son front glaciaire faisait 47 mètres d'épaisseur et se trouvait à 2 130 m d'altitude.
Variation de la longueur du glacier de Zinal par rapport à 1891 entre 1892 et 2020
Pour des raisons techniques, il est temporairement impossible d'afficher le graphique qui aurait dû être présenté ici.

## Tourisme

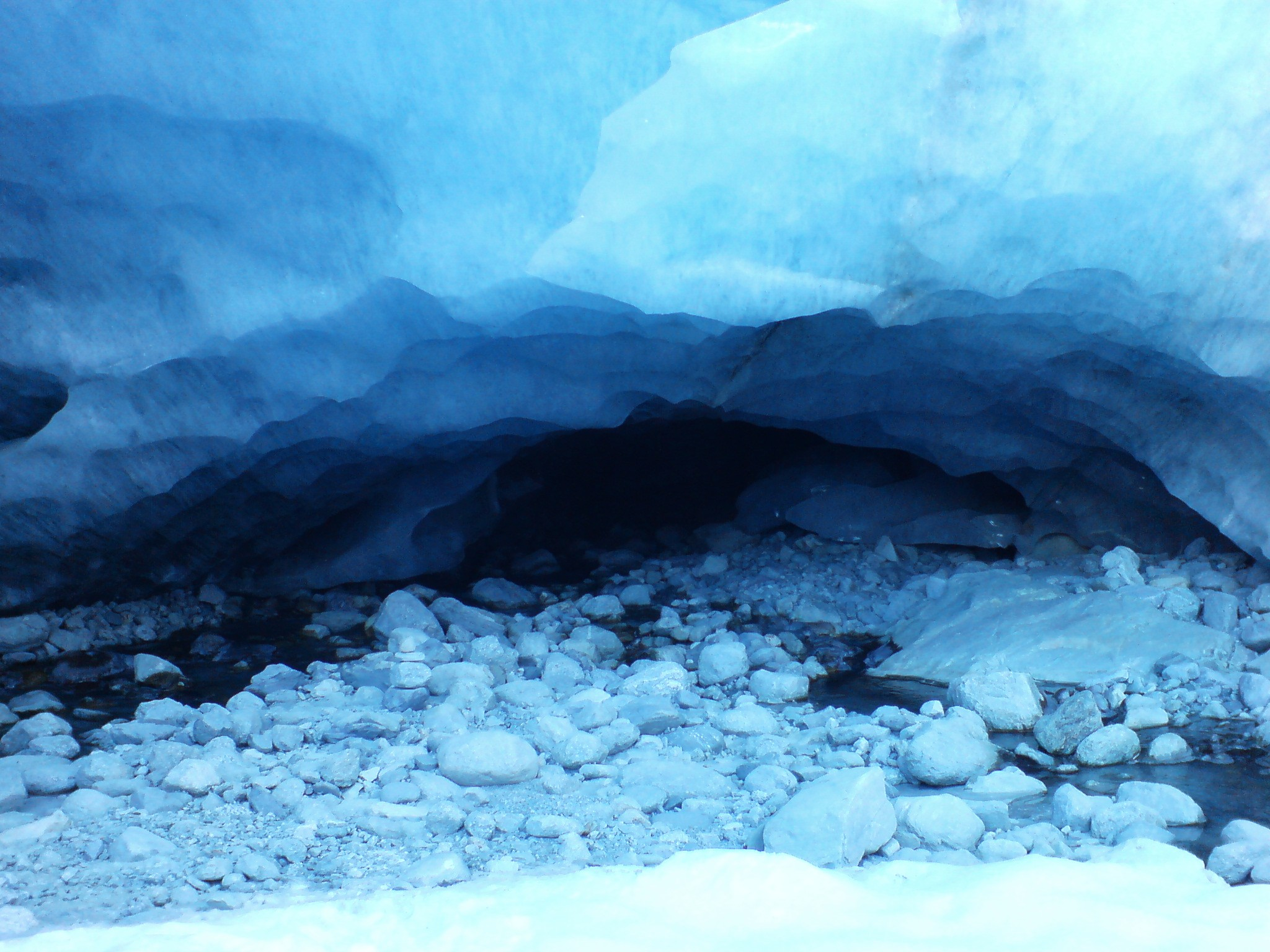
L'intérieur du glacier de Zinal.

Il est possible de visiter les grottes du glacier de Zinal avec un guide en hiver. L'accès se fait en raquettes à neige ou en peau de phoque.